# Nukupuu d'Oahu
El nukupuu d'Oahu (Hemignathus lucidus) és una espècie d'ocell de la família dels fringíl·lids.
És un endemisme de les illes Hawaii: Kauai, Oahu i Maui.
Viu als boscos tropicals i subtropicals humits a 1.450-2000 m d'altitud (Maui) o entre 1.000 i 1.300 m (Kauai).
Menja aranyes, cucs i escarabats.
Fa 14 cm de llargària. Té el bec llarg, esvelt i corbat. El mascle és de color groc daurat al cap i al pit, esdevenint blanc al ventre i a les plomes cobertores. L'anell ocular i el bec són negres. Els exemplars de Maui són més foscos al clatell i més groguencs al ventre. La femella és de color gris verdós a la part superior, mentre que la barbeta i la part superior de la gola són de color groc. A Maui tenen el cap més fosc.
La darrera observació d'un exemplar d'aquesta espècie es va documentar a Maui l'any 1996. Les seues principals amenaces són l'alteració del seu hàbitat, les malalties, els efectes de l'huracà Iniki de l'any 1992 i les espècies introduïdes.